# Tricharaea canuta
Tricharaea canuta is een vliegensoort uit de familie van de dambordvliegen (Sarcophagidae). De wetenschappelijke naam van de soort is voor het eerst geldig gepubliceerd in 1896 door Frederik Maurits van der Wulp.